# Roddy Doyle
Roddy Doyle (* 8. května 1958, Dublin) je irský spisovatel, dramatik a scenárista. Píše anglicky, s využitím irského nářečí.
Vystudoval angličtinu a geografii na Trinity College v Dublinu. Poté, od roku 1980, působil jako učitel, než se v roce 1993 stal spisovatelem na plný úvazek. Za scénář k filmu The Commitments, jenž byl adaptací jeho stejnojmenné a první publikované knihy, získal roku 1991 cenu BAFTA. Roku 1993 získal Man Bookerovu cenu za román Paddy Clarke Ha Ha Ha, který pojednává o tématu šikany mezi dětmi. Jeho velkým tématem je život irské dělnické třídy, městské periferie, násilí či alkoholismus. Píše i knihy pro děti.